# Dragomir Benčič
Dragomir Benčič (partizansko ime Brkin), slovenski inženir gradbeništva, partizan, politični komisar, general in narodni heroj, * 30. oktober 1911, Pulj, Hrvaška, † 23. junij 1967, Zagreb.

## Življenjepis
Benčič je kot študent ljubljanske Tehniške fakultete deloval v naprednem študentskem gibanju. Že aprila meseca 1941 se je pridružil prostovoljcem pri obrambi domovine. Junija istega leta se je povezal z NOB in spomladi 1942 odšel v partizane na Notranjsko. V sredini istega leta je bil sprejet v KPS. V NOV je bil med drugim politični komisar v različnih enotah. Med boji je bil večkrat ranjen. Po osvoboditvi je leta 1950 v Zagrebu končal študij gradbeništva, v Beogradu pa 1956 Višjo vojaško akademijo JLA. V JLA je opravljal številne funkcije in bil med drugim komandant Jugoslovanskega odreda za Istro in Slovensko primorje, načelnik gradbene uprave pri državnem sekretariatu za ljudsko obrambo SFRJ in pomočnik komandanta zagrebške vojne oblasti. Zadnji položaj, ki ga je zasedal pred smrtjo, je bil pomočnik komandanta armadne oblasti za politično-pravne zadeve.

## Položaji vNOV in POS
- septembra 1942 postane politični komisar v dolomitskem odredu
- politični komisar 1. istrske brigade
- politični komisar Bračičeve brigade
- politični komisar Šercerjeve brigade
- politični komisar 14. divizije
- politični komisar četrte operativne cone
- politični komisar 9. korpusa

## Odlikovanja
- red narodnega heroja
- red vojne zastave
- red bratstva in enotnosti I. stopnje
- red partizanske zvezde II. stopnje
- red za hrabrost
- red zaslug za ljudstvo II. stopnje
- red ljudske armade II. stopnje